# Light of Mine
Light of Mine è il primo album in studio del rapper statunitense Kyle, pubblicato il 18 maggio 2018 dalla Atlantic Records.

## Copertina
La copertina è stata disegnata da SuperDuperBrick e James McCloud, che in precedenza avevano collaborato alla realizzazione dell'album di debutto di Kehlani SweetSexySavage.

## Tracce
1. Ups & Downs – 4:44
2. Coming, Going? (feat. Take 6) – 1:57
3. Zoom – 2:46
4. Ikuyo (feat. 2 Chainz, Sophia Black) – 3:41
5. Games – 2:19
6. Babies (feat. Alessia Cara) – 4:00
7. OpenDoors (feat. Avery Wilson) – 5:03
8. To the Moon – 2:51
9. Playinwitme (feat. Kehlani) – 3:11
10. iMissMe (feat. Khalid) – 3:09
11. ShipTrip – 2:55
12. Rodeo – 3:54
13. It's Yours – 4:11
14. Clouds – 2:05
15. iSpy (feat. Lil Yachty) – 4:12

Tracce bonus (deluxe edition)
1. F You I Love You (feat. Teyana Taylor) – 3:56
2. Hey Julie! (feat. Lil Yachty) – 2:36
3. Mmmm – 2:48
4. SuperDuperKyle (feat. MadeinTYO) – 2:49
5. Moment (feat. Wiz Khalifa) – 3:08
6. Kyoto – 3:06

## Classifiche
| Classifiche (2018) | Posizione massima |
| ------------------ | ----------------- |
| Canada             | 33                |
| Paesi Bassi        | 144               |
| Stati Uniti        | 29                |